# Naphta
Ne doit pas être confondu avec Naphte.
Le naphta est un liquide transparent, mélange d'hydrocarbures issu de la distillation du pétrole.
Il ne faut pas le confondre avec le naphte, qui désigne les affleurements naturels de pétrole ou de bitume que l'on trouve au Moyen-Orient. Ces deux termes partagent la même racine persane, naft (نفت, en iranien moderne).

## Les différents types de «naphta» au sens moderne
Le naphta est une coupe dite « légère » issue des vapeurs condensées du pétrole brut, lui-même chauffé à haute température dans une tour de distillation. Ces vapeurs condensées passent ensuite de l’état gazeux à l’état liquide après refroidissement, pour donner les différentes classes de naphta :
- le naphta léger, de point final 80 °C ou 100 °C (point final = température finale de distillation, PF) ; sa température initiale de distillation pouvant descendre en dessous de 42 °C, le liquide peut s'évaporer partiellement s'il est conservé dans un réservoir avec évent à pression atmosphérique dans les pays chauds comme l'Inde ;
- le naphta lourd, de point initial 80 à 100 °C et de point final 150 à 220 °C ;
- le naphta total, qui est la somme des deux premiers.

Le naphta léger sert de base dans la composition des essences ; il est aussi utilisé comme carburant dans certaines centrales thermiques à turbines à combustion en Inde.
Le naphta lourd est utilisé comme charge de reformage catalytique, pour valorisation en essence.
Le naphta total peut servir de charge pour le vapocraquage.

## Quelques caractéristiques
Naphta léger et naphta total (système métrique de mesures) :
- Densité15/4,
- TVR (Tension de Vapeur Reid) en g/cm2, à ne pas confondre avec la pression de vapeur de Reid
- NOR clair (Nombre d'octane Recherche),
- Teneur en soufre en % poids,
- Teneur en RSH (mercaptans) en ppm (parties par million),
- Point d'aniline en °C,
- Teneur en aromatiques en % vol.

Naphta lourd (système métrique de mesures) :
- Densité15/4,
- Point éclair en °C,
- PONA en %vol. (PONA→ Paraffines, Oléfines, Naphtènes, Aromatiques),
- Teneur en soufre en % poids,
- Teneur en RSH (mercaptans) en ppm,
- Point d'aniline en °C,
- Teneur en arsenic en ppb (parties par milliard (109)).